# Cortinarius cupreonatus
Cortinarius cupreonatus är en svampart som beskrevs av Soop 2001. Cortinarius cupreonatus ingår i släktet Cortinarius och familjen spindlingar.   Inga underarter finns listade i Catalogue of Life.